# 宇佐駅
宇佐駅（うさえき）は、大分県宇佐市大字岩崎にある、九州旅客鉄道（JR九州）日豊本線の駅である。事務管コードは▲920514。特急列車は約半数が当駅に停車する。
当駅と西屋敷駅の間が旧豊前国と旧豊後国の境界に当たる。宇佐神宮の最寄り駅である。

## 歴史
- 1909年（明治42年）12月21日：大分線の柳ケ浦駅 - 当駅間の開通に伴い、開業[2]。
  - 当駅開設前は現在の柳ケ浦駅が宇佐駅を称した。
- 1910年（明治43年）12月15日：大分線の当駅 - 中山香駅間が開通[2]。
- 1916年（大正5年）3月1日：宇佐参宮鉄道が開業[6]。
- 1945年（昭和20年）4月20日：宇佐参宮鉄道他6社（後2社は自動車関係）が大合併し[2]大分交通宇佐参宮線が継承。
- 1965年（昭和40年）8月21日：大分交通宇佐参宮線全線廃止[6]。
- 1970年（昭和45年）6月30日：駅舎改築[7][8]。
- 1979年（昭和54年）12月10日：貨物の取り扱いを廃止（小荷物の取り扱いは継続）[9]。
- 1983年（昭和58年）4月：駅舎外観を神社風に改装し、自動券売機を設置[10]。
- 1985年（昭和60年）3月14日：荷物扱い廃止[11]。
- 1987年（昭和62年）4月1日：国鉄分割民営化に伴い、九州旅客鉄道（JR九州）の駅となる[12]。
- 2004年（平成16年）4月：業務委託化。
- 2012年（平成24年）12月1日：交通系ICカード「SUGOCA」の利用が可能となる[13]。
- 2016年（平成28年）4月1日：みどりの窓口営業時間（有人時間帯）短縮。
- 2017年（平成29年）1月21日：同日にドナルド・トランプのアメリカ合衆国大統領就任式が行われたことにちなみ、1日限定で「宇佐アメリカン駅」の看板が掲げられ、地元有志と駅員らでつくる「宇佐でアメリカ大統領就任を盛大に祝う会」によりイベントが行われた[14][15]。
- 2022年（令和4年）：みどりの窓口営業時間（有人時間帯）がさらに短縮され、平日は7:30 - 15:00に、土休日は7:30 - 12:00、12:40 - 15:00に短縮。有人時間帯は周辺のソニック停車駅と同様だが、この段階では指定券券売機の設置は無かった。
- 2023年（令和5年）
  - 3月：みどりの窓口営業時間（有人時間帯）が終日7:00 - 12:00、12:40 - 15:00になる。この頃に指定券券売機も設置。
  - 10月1日：JR九州サービスサポートによる業務委託駅から[16]九州旅客鉄道本体による直営駅へと変更される[17]。
- 2025年（令和7年）：駅のリニューアルにより、待合室とトイレが改修される予定。

## 駅構造
2面3線のホームを持つ地上駅。駅舎は柱や梁を朱塗りにして、神社風にしている。
JR九州本体による直営駅だが、中津駅管理となっている。みどりの窓口と指定券券売機が設置されている。
ICカードSUGOCAのエリア内であり、SUGOCA定期券の発売も行っている。ICカード専用の簡易型自動改札も設置されている。改札内にICカード専用のチャージ機もあったが撤去されたため、当駅下車時に残高不足の場合は一旦改札を出てピンクの券売機でチャージした後に再度改札に入り出場することになる。
2016年1月に新調された駅名標は、青地に赤色で宇佐神宮を描いたものであるが、駅名のローマ字表記がアメリカ合衆国の略称の「USA」と同じであることに因んで、遠目ではアメリカ国旗に見えるようにデザインされている。

### のりば
| のりば | 路線      | 方向 | 行先           | 備考                     |
| ------ | --------- | ---- | -------------- | ------------------------ |
| 1      | ■日豊本線 | 上り | 中津・小倉方面 | 上り特急は全てこのホーム |
| 2      | ■日豊本線 | 上り | 中津・小倉方面 | 待避・当駅始発           |
| 2      | ■日豊本線 | 下り | 別府・大分方面 | 普通列車の半数程度       |
| 3      | ■日豊本線 | 下り | 別府・大分方面 | 下り特急は全てこのホーム |

- 一時期2番のりばからの下り定期列車はなかったが、2019年3月ダイヤ改正で復活した。当駅を18時以降に発車する普通列車のうち3本がそれに該当する。2023年時点では午前中にも2番乗り場から発車する下り列車がある。

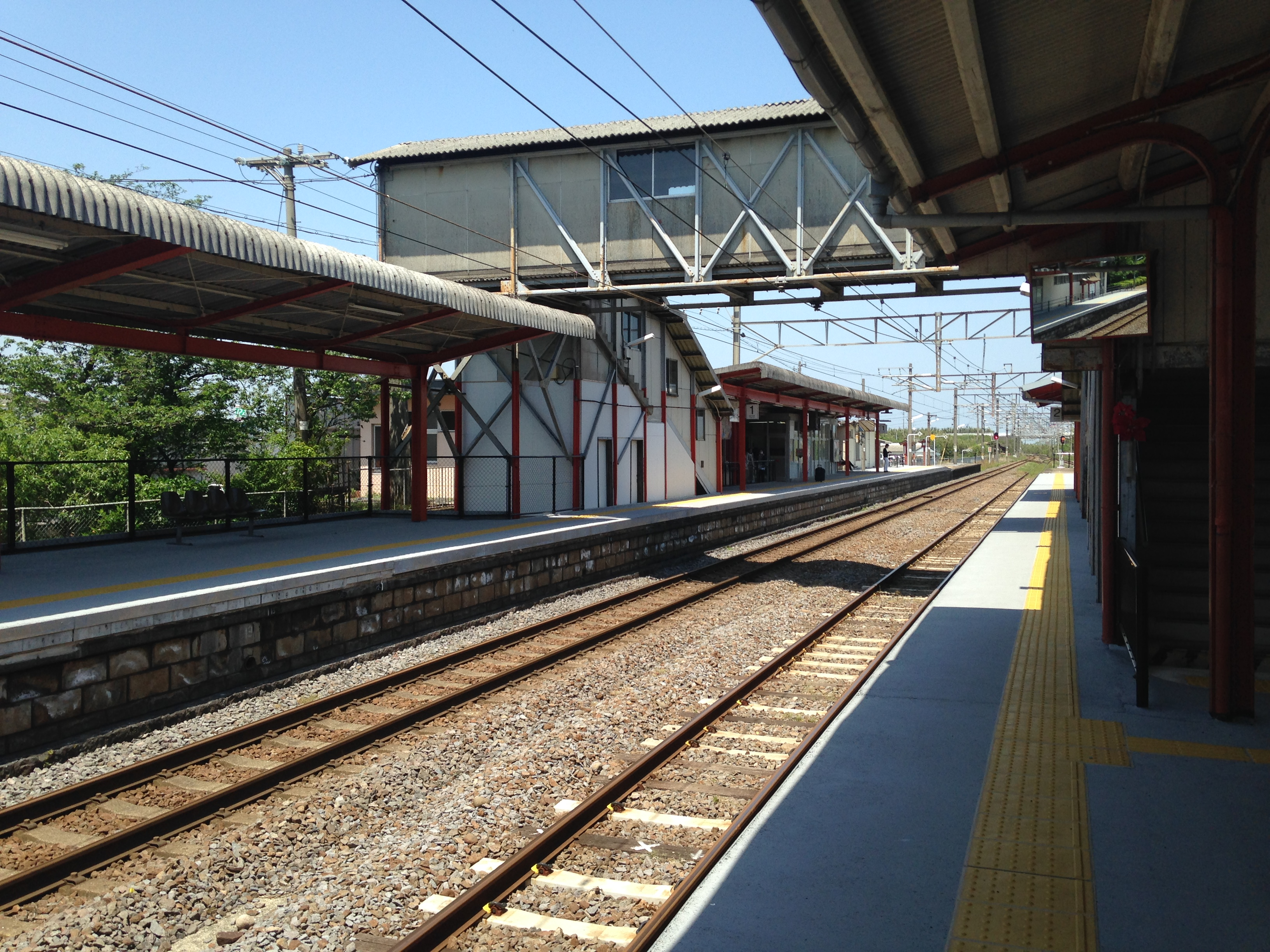
ホーム（2016年4月）
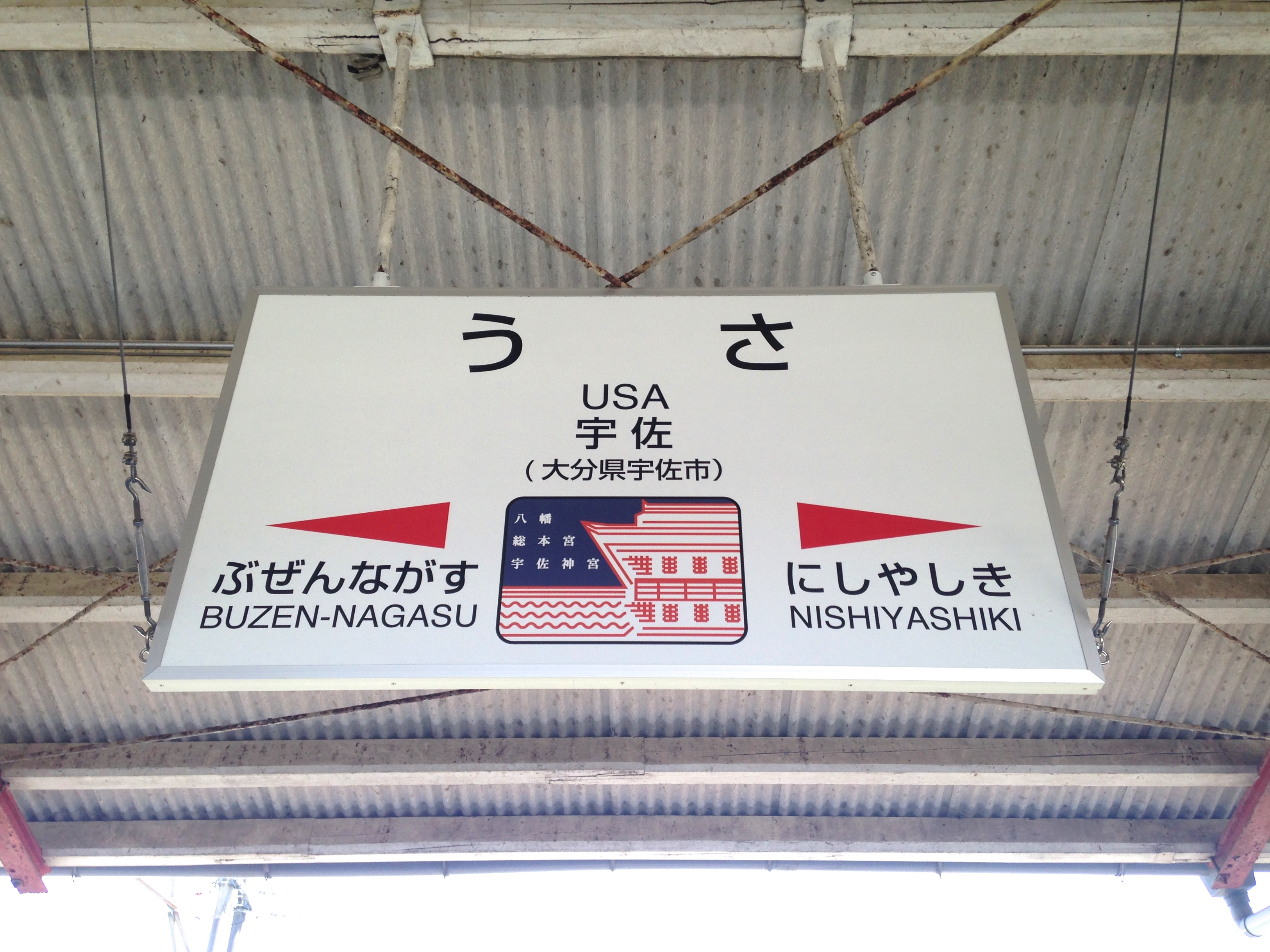
駅名標（2016年4月）

## 利用状況
1965年（昭和40年）度には乗車人員が437,674人（定期外:208,862人、定期:228,812人）、降車人員が448,109人で、手荷物（発送:4,253個、到着:2,427個）や小荷物（発送:15,515個、到着:7,540個）も取り扱っていた。
2015年（平成27年）度の乗車人員は178,077人（定期外:78,875人、定期:99,202人）、降車人員は188,346人である。
| 年度               | 年間 乗車人員 | 定期外 乗車人員 | 定期 乗車人員 | 1日平均 乗車人員* | 年間 降車人員 | 出典              |
| ------------------ | ------------- | --------------- | ------------- | ----------------- | ------------- | ----------------- |
| 1965年（昭和40年） | 437,674       | 208,862         | 228,812       | -                 | 448,109       | [ 20 ]            |
| -                  | -             | -               | -             | -                 | -             | -                 |
| 1990年（平成02年） | 278,499       | 225,807         | 52,692        | -                 | 284,593       | [ 22 ]            |
| 1991年（平成03年） | 289,062       | 236,571         | 52,491        | -                 | 311,043       | [ 23 ]            |
| 1992年（平成04年） | 279,435       | 221,856         | 57,579        | -                 | 302,735       | [ 24 ]            |
| 1993年（平成05年） | 271,148       | 212,200         | 58,948        | -                 | 296,524       | [ 25 ]            |
| 1994年（平成06年） | 266,922       | 198,966         | 67,956        | -                 | 289,985       | [ 26 ]            |
| 1995年（平成07年） | 264,760       | 190,541         | 74,219        | -                 | 280,503       | [ 27 ]            |
| 1996年（平成08年） | 250,284       | 174,394         | 75,890        | -                 | 264,295       | [ 28 ]            |
| 1997年（平成09年） | 229,493       | 156,815         | 72,678        | -                 | 248,764       | [ 29 ]            |
| 1998年（平成10年） | 220,310       | 147,486         | 72,824        | -                 | 236,291       | [ 30 ]            |
| 1999年（平成11年） | 208,897       | 139,835         | 69,062        | -                 | 221,584       | [ 31 ]            |
| 2000年（平成12年） | 203,307       | 135,326         | 67,981        | 557               | 216,914       | [ 32 ]            |
| 2001年（平成13年） | 195,901       | 122,542         | 73,359        | 537               | 208,356       | [ 33 ]            |
| 2002年（平成14年） | 186,491       | 111,087         | 75,404        | 511               | 199,822       | [ 34 ]            |
| 2003年（平成15年） | 178,167       | 105,535         | 72,632        | 487               | 191,525       | [ 35 ]            |
| 2004年（平成16年） | 176,520       | 99,540          | 76,980        | 484               | 187,929       | [ 36 ]            |
| 2005年（平成17年） | 177,218       | 97,298          | 79,920        | 486               | 189,722       | [ 37 ]            |
| 2006年（平成18年） | 170,312       | 94,325          | 75,987        | 467               | 181,285       | [ 38 ]            |
| 2007年（平成19年） | 179,060       | 91,815          | 87,245        | 489               | 189,841       | [ 39 ]            |
| 2008年（平成20年） | 181,273       | 93,861          | 87,412        | 497               | 188,484       | [ 40 ]            |
| 2009年（平成21年） | 159,597       | 79,303          | 80,294        | 437               | 171,218       | [ 41 ] [ 注釈 1 ] |
| 2010年（平成22年） | 164,705       | 78,933          | 85,772        | 451               | 175,326       | [ 43 ] [ 注釈 1 ] |
| 2011年（平成23年） | 171,075       | 80,345          | 90,730        | 467               | 178,854       | [ 44 ] [ 注釈 1 ] |
| 2012年（平成24年） | 166,129       | 79,254          | 86,875        | 455               | 176,655       | [ 45 ] [ 注釈 1 ] |
| 2013年（平成25年） | 166,238       | 79,340          | 86,898        | 455               | 175,577       | [ 46 ] [ 注釈 1 ] |
| 2014年（平成26年） | 161,709       | 77,151          | 84,558        | 443               | 171,776       | [ 47 ] [ 注釈 1 ] |
| 2015年（平成27年） | 178,077       | 78,875          | 99,202        | 487               | 188,346       | [ 21 ] [ 注釈 1 ] |
| 2016年（平成28年） | -             | -               | -             | 423               | -             | [ 48 ]            |
| 2017年（平成29年） | -             | -               | -             | 434               | -             | [ 49 ]            |
| 2018年（平成30年） | -             | -               | -             | 431               | -             | [ 50 ]            |
| 2019年（令和元年） | -             | -               | -             | 427               | -             | [ 51 ]            |
| 2020年（令和02年） | -             | -               | -             | 320               | -             | [ 52 ]            |
| 2021年（令和03年） | -             | -               | -             | 320               | -             | [ 53 ]            |
| 2022年（令和04年） | -             | -               | -             | 353               | -             | [ 54 ]            |
| 2023年（令和05年） | -             | -               | -             | 394               | -             | [ 55 ]            |

- 1日平均乗車人員は年間乗車人員の値を各年度の日数で割った値。

2013年（平成25年）3月のダイヤ改正で昼間の普通列車の本数が削減されたほか、2018年（平成30年）3月のダイヤ見直しで、当駅まで行く快速列車も廃止された。2022年（令和4年）9月の西九州新幹線部分開業時のダイヤ見直しで、夜に当駅着の下り普通電車（折り返しは回送で柳ヶ浦に行く）が廃止になった他、当駅まで813系6両のワンマン運転も開始された（当駅～佐伯駅では813系3両のワンマン運転が開始された）

## 駅周辺
駅のある旧宇佐町（1967年（昭和42年）4月1日に4町合併で市制施行）の人口は、合併直前の1965年（昭和40年）の国勢調査で8,377人が1985年（昭和60年）の国勢調査で7,668人と減少している。
宇佐市には突出した商業地がないことから核となる中心市街地も不明確であり、当駅周辺も中心市街地には該当しない。宇佐市役所からも約7km離れている。ただし駅前は国道10号線に面するため、交通量は多い。隣接する豊後高田市との境界に近く、昭和の町へはバスまたはタクシーで10分ほど。

## バス路線
- 大交北部バス 宇佐駅前停留所[58]
  - 宇佐八幡 - 四日市 - 南敷田（四日市～南敷田は平日夕方～夜に1往復のみ。ただし学休日運休）
  - 豊後高田 - 高田高校（豊後高田～高田高校は平日朝のみ。学休日運休）
  - 豊後高田 - 竹田津港 - 伊美
  - 中津駅前 - 宇佐駅前 - 豊後高田バスターミナル - 大分空港（ノースライナー）
  - ※毎年1月1日-3日には宇佐八幡停留所との間でシャトルバスが運行される。国道中高線の宇佐駅前～四日市は全便が運休になり、ノースライナーは宇佐八幡を迂回する。

## その他
- 1916年（大正5年）3月1日から1965年（昭和40年）8月21日には当駅を挟んで、宇佐神宮と豊後高田市の間を宇佐参宮鉄道（後に大分交通宇佐参宮線）が走っていた[6]（使用されていたSLが宇佐神宮に保存されている[59]）。
- 1965年（昭和40年）8月21日に大分交通宇佐参宮線全線が廃止となったが[6]、その際に大分交通の自動車路線が引き続き同区間で当時の日本国有鉄道と連絡運輸を行う形で契約を継続した[60]。

## 隣の駅
九州旅客鉄道（JR九州）
■日豊本線
- 特急「にちりん」停車駅
- 特急「ソニック」一部停車駅

豊前長洲駅 - 宇佐駅 - 西屋敷駅
大分交通
宇佐参宮線（1965年廃止）
封戸駅 - 宇佐駅 - 橋津駅